# Medical Hypotheses
Medical Hypotheses es una revista médica publicada por Elsevier. Creado inicialmente para fomentar ideas poco convencionales sin el filtro tradicional de la revisión por pares, publica «artículos interesantes e importantes que fomentan la diversidad y debate sobre los cuales se desarrolla el proceso científico», y es considerado un «foro para las ideas en la medicina y ciencias biomédicas relacionadas».
Tras el infructuoso intento de Elsevier de convencer al director de la revista para que se mejorase el proceso de revisión de los artículos, la retirada, antes de ser publicados, de dos artículos sobre la negacionismo del VIH/sida, provocó la salida de dicho director. En junio de 2010, se anunció que se pondría en marcha la revisión por pares.

## Resumen e indexación
La revista está resumida e indexada en Science Citation Index , Index Medicus / MEDLINE / PubMed , BIOSIS Previews , Chemical Abstracts , Elsevier BIOBASE / Current Awareness in Biological Sciences , Current Contents / Clinical Medicine, / Life Sciences y EMBASE / Excerpta Medica . 

## Métricas de revista
2022
- Web of Science Group : 1.538
- Índice h de Google Scholar:94
- Scopus: 3.726